# 北京日本人学校

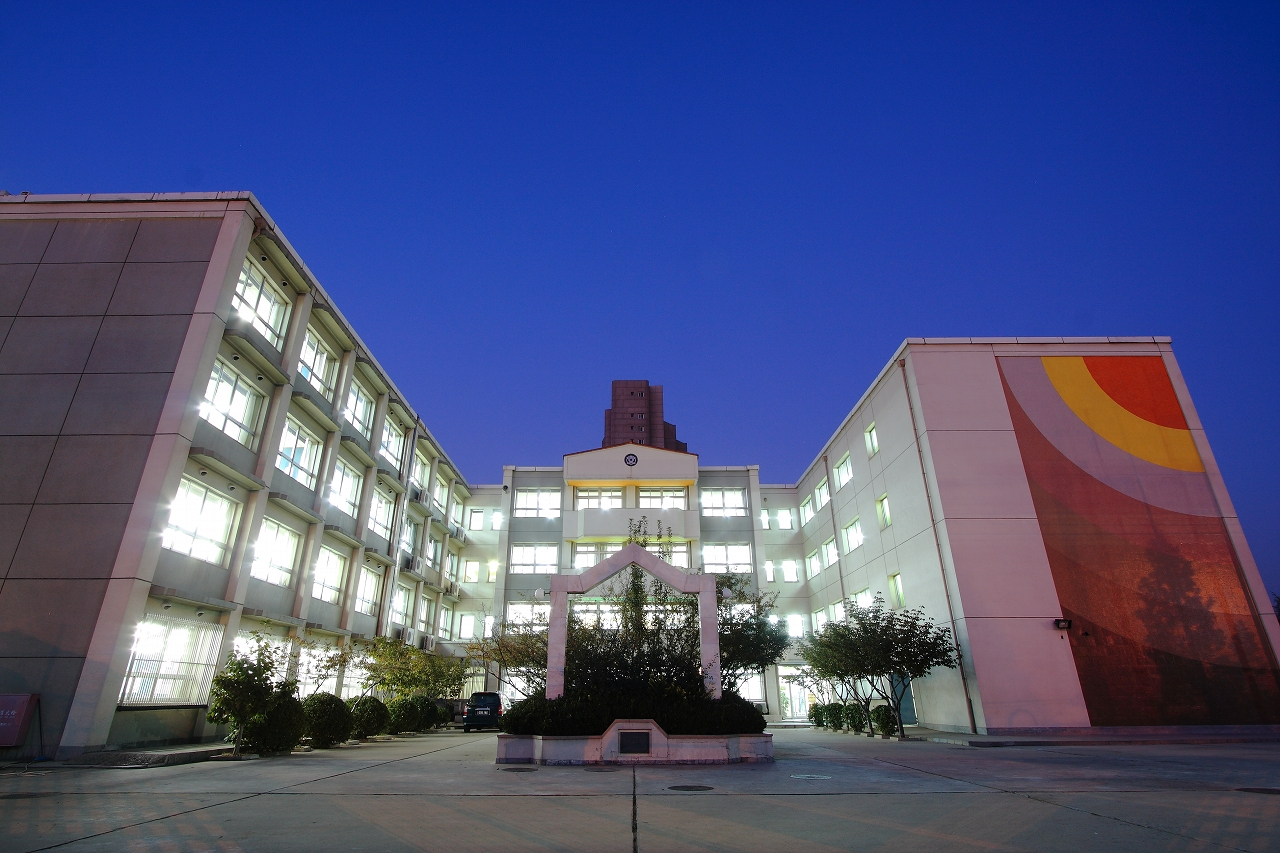
校舎

北京日本人学校は中華人民共和国の北京にある、在中日本人のための初等、中等（中学校）教育を行う日本人学校。正式名称は、在中華人民共和国日本国大使館附属北京日本人学校。

## 学校の歴史

### 学校沿革
- 1974年4月6日 北京日本人学童補習校開校[1]
- 1974年8月 サマースクール開校（香港日本人学校より教員派遣）[1]
- 1975年2月17日 北京日本人学校開校準備委員会発足[1]
- 1976年4月15日 田寺英治初代校長着任[1]
- 1976年4月21日 運営委員長に市川衛門公使就任[1]
- 1976年4月26日 北京日本人学校開校式（三里屯・日本大使館公邸）[1]
- 1977年3月24日 第1回卒業式[1]
- 1977年7月30日 運営委員長に伴正一公使就任[1]
- 1978年4月12日 第2代桐生隆文校長着任[1]
- 1979年3月26日 北京日本人学校開校式[1]
- 1979年12月14日 移動教室　第2校舎開設[1]
- 1980年2月13日 運営委員長に加藤吉弥公使就任[1]
- 1981年4月8日 第3代染谷和敏校長着任[1]
- 1981年11月16日 運営委員長に渡辺幸治公使就任[1]
- 1982年4月26日 スクールバス１台購入 運行開始[1]
- 1982年9月27日 北京日本人学校校歌披露式[1]
- 1982年12月8日 校章デザイン決定[1]
- 1984年4月6日 第4代矢野嘉三校長着任[1]
- 1985年1月18日 運営委員長に股野景親公使就任[1]
- 1986年4月15日 西壩河第三小学校（朝陽区西壩河東里19号）の一部を借用し校舎移転完了[1]
- 1987年4月20日 運営委員長に湯下博之公使就任[1]
- 1988年3月24日 新校舎完成校舎移転（朝陽区将台西路6号）[1]
- 1988年4月9日 第5代佐藤博司校長着任[1]
- 1988年4月19日 運営理事長に山村隆志(運営委員会を理事会に呼称変更)[1]
- 1988年7月8日 新校舎竣工式[1]
- 1989年4月27日 運営理事長に遠藤茂民[1]
- 1990年4月20日 運営理事長に藤野文昭[1]
- 1991年4月9日 第6代細見浩校長着任[1]
- 1991年4月20日 運営理事長に平満[1]
- 1992年4月20日 運営理事長に伊藤明[1]
- 1993年4月20日 運営理事長に長尾梅太郎[1]
- 1994年4月1日 第7代古賀宗博校長着任[1]
- 1994年4月20日 運営理事長に荒井克之[1]
- 1995年4月20日 運営理事長に千葉武志[1]
- 1996年4月19日 運営理事長に大久保勲[1]
- 1997年4月1日 第8代民辻善國校長着任[1]
- 1997年4月18日 運営理事長に馬淵隆之[1]
- 1998年4月17日 運営理事長に子野日邦夫[1]
- 1999年4月16日 運営理事長に子野日邦夫[1]
- 2000年4月1日 第9代茅野修校長着任[1]
- 2003年3月15日 第10代高橋宏校長着任[1]
- 2004年12月28日 増築校舎竣工[1]
- 2005年3月13日 第11代山口延行校長着任[1]
- 2006年11月4日 北京日本人学校創立30周年記念式典[1]
- 2007年3月14日 第12代川村康校長着任[1]
- 2010年3月11日 第13代浦田健吾校長着任[1]
- 2012年3月16日 第14代多田賢一校長着任[1]
- 2015年4月8日 第15代奥田修也校長着任[1]
- 2025年10月　永島元日本代表来る

## 校歌
小さな火花
- 作詞：井上ひさし[2]、作曲：團伊玖磨[2]

## 部活
2009年及び2016年の2学期生徒総会にて部活の設置が提案され、生徒総会ではその案は通ったが、まだ部活動はない。また、児童生徒だけで登下校するのは禁止されているため公寓バスや親の送り迎えが必要で、公寓バスの手配や調整が難しいからなどの理由で今後も部活動は無いと考えられる。

## 校則
基本的に服装・髪型に関する校則はないが、漫画・音楽機器・携帯電話は禁止されている。

## 制服
制服は定められておらず、完全に私服である。

## 著名な出身者
古賀亜美(フィギュアスケーター)

## 事件
- 2003～2005年にかけて脱北者侵入事件があった[要出典]。これを機に同学校は避難訓練の不審者侵入時の対処もやっている[要出典]。また敷地を囲む塀に有刺鉄線が張られた。[要出典]
- 2009年の10月初頭にそれまで少し流行っていた新型インフルエンザが小学部低学年～中学年で流行が始まる。徐々に感染が広がり始め、次々と低学年のクラスが学級閉鎖となる。また中学部2,3年から位置が遠く、感染が広がっていた小学部3,4年のクラスに隣接していた中学部1年でも流行が始まり、感染者が一気に増えたため、10月終盤に一週間ほど閉鎖した。（また、上記にも記載しているとおり、小学部・中1から遠かった中2・中3はそれほど感染が広がらなかった。）[要出典]
- 上記の2009年新型インフルエンザのため、6月・7月に予定されていた中学部修学旅行・小学部宿泊学習は中止となった。[要出典]
- 2012年9月反日デモの影響で運動会の中止、学校の閉鎖、小学部6年の修学旅行延期及び行き先が日本に変更となる。[要出典]
- 2015年12月・2016年12月の大気汚染赤色警報により、3度にわたって2日間ほど臨時休業となった。[要出典]